# آماندا جکسون
آماندا جکسون (انگلیسی: Amanda Jackson؛ زادهٔ ۱ ژوئن ۱۹۸۵) بازیکن بسکتبال اهل ایالات متحده آمریکا-ارمنستان است.